# Économie de la Russie
La Russie est en 2024 la 11ème économie mondiale selon le FMI et la Banque Mondiale. L’économie russe reste marquée par son héritage soviétique, notamment par un rôle central de l’État, une dépendance forte aux ressources naturelles, un vieillissement démographique prononcé et une corruption endémique (la Russie se place 154ème sur 180 dans la liste de la perception de la corruption par pays en 2024, un chiffre en constante dégradation depuis 2020). 
Depuis l’invasion de l’Ukraine en février 2022, l’économie russe a subi des transformations profondes, avec un renforcement de la centralisation étatique, une militarisation de l’économie, et des défis démographiques et institutionnels exacerbés.

## Histoire économique
De l’égalité initiale, en l’an mille, avec l’Europe, le produit intérieur brut par habitant russe n'a cessé de fléchir. Les Mongols rassemblés sous Gengis Khan ruinent son économie au XIIIe siècle. Les tsars fondent un empire reposant sur la puissance militaire et le féodalisme mais ne peuvent « rattraper » le retard pris sur l’Europe. Les efforts entrepris par Moscou ont permis à l’époque soviétique quelques rebonds au XXe siècle, vite retombés lors de la dislocation de l’URSS, le PIB par habitant russe n'atteignant que 50 % du PIB franco-allemand et 40 % du PIB américain au début du XXIe siècle. De son passé soviétique, la Russie a hérité d’une industrie métallurgique lourde puissante et concurrentielle, d’un savoir-faire pointu dans les domaines de l’aéronautique, de l’armement et de l’énergie.

### L'économie russe à la fin de l'époque impériale

Ce diagramme montre le développement de la masse monétaire et l'inflation en Russie entre 1914 et 1917.

Du fait de réformes tardives (le servage n'a été aboli qu'en 1861 par exemple), l'Empire russe a connu la révolution industrielle avec un décalage avec les autres pays européens. Son développement économique a toutefois été relativement rapide à partir des années 1880. Ainsi, en 1913, l'Empire russe est déjà la troisième économie mondiale, après les États-Unis et l'Empire allemand[réf. nécessaire]. En termes de PIB à parité de pouvoir d'achat, elle était à égalité avec ce dernier avec, en 1913, un PIB(PPA) de 237 milliards de dollars internationaux soit 8,8 % du PIB mondial pour l'Allemagne et 232 milliards de dollars internationaux soit 8,6 % pour la Russie et vient de recouvrer son indépendance financière à l’égard de l’Europe de l’Ouest : en 1914, le capital russe contrôle 51 % de l’économie nationale contre 35 % en 1905.[Information douteuse]
La Première Guerre mondiale montre les faiblesses de cette économie qui ne parvient que très partiellement à passer en économie de guerre et qui voit l'inflation exploser.

### La révolution russe et l'Union soviétique entre 1917 et 1960
La révolution russe de 1917 a conduit à l'instauration d'un nouvel État (l'Union soviétique) et à l'instauration d'un nouveau système économique, l'économie planifiée. Il a fallu pour cela vaincre la Contre-Révolution, organisée par les partisans du tsar, les Russes blancs, et l'intervention sur le sol russe des armées de pays hostiles au communisme (dont la France). Cette première transition économique, en plusieurs phases (le « communisme de guerre » jusqu'en 1921, le plan GOELRO et la « Nouvelle politique économique » ou NEP jusqu'en 1928, puis la collectivisation, bureaucratique en l'espèce, et la priorité donnée à l'industrie lourde) a été extrêmement coûteuse dans un premier temps sur le plan économique (recul du produit intérieur brut pendant les premières années du régime cependant suivi d'une croissance rapide lors de l'industrialisation) puis humains (millions de victimes de la collectivisation de l'agriculture sous Staline).
La mobilisation des ressources (niveau élevé d'investissement du fait des restrictions de la consommation, exode rural permettant le développement des industries) a ensuite permis un rattrapage économique et industriel certain : dans les années 1950-1970, l'URSS a alors rivalisé avec les États-Unis, notamment dans le domaine militaire, tout en gardant un retard notable en ce qui concerne le niveau de vie de la population. Le produit intérieur brut par habitat a cru pendant cette période.

### L'Union soviétique entre 1960 et 1991
Cette croissance extensive étant par nature limitée (voir loi des rendements décroissants), la croissance soviétique a commencé à ralentir dans les années 1960, suscitant de nombreuses tentatives de réformes, sans remettre en cause le principe du rôle dirigeant du parti communiste et la propriété collective des moyens de productions. Le ralentissement s’est accentué des années 1970 au milieu des années 1980, il correspond à une tentative de passage à un régime d'accumulation intensive.
La perestroïka, engagée par Mikhaïl Gorbatchev, à partir de 1985 a constitué un tournant majeur. Les réformes économiques, censées initialement dynamiser l'économie sans modifier le régime, ont précipité l'éclatement de l'Union soviétique en 15 États et rendu possible le démantèlement du Système économique.
Le taux d’activité des femmes s’élève à 84 % en 1989, soit l’un des plus élevés au monde. Une certaine polarisation s'effectue toutefois entre les secteurs à domination masculine et féminine. Ainsi, en 1970, elles représentent 75 % du corps enseignant, des médecins et des dentistes, et 63 % des employés de bureaux.
Selon la Banque mondiale, le cœfficient de Gini — mesurant les inégalités— s’élevait en 1988 à 0,24 en URSS. En 1993, le chiffre est de 0,48 pour la Russie.

### La Russie sous Eltsine: Une transition violente

#### Deux modèles de transition
La transition vers l'économie de marché est apparue inéluctable pour la fédération de Russie née fin 1991. Deux approches économistes s'opposaient vis-à-vis des modalités de cette transition : 
- D'une part, les partisans d'une thérapie de choc, qui prônaient la libéralisation rapide des prix, du commerce, des flux de capitaux, des programmes de stabilisation de l'inflation et des privatisations rapides et massives. Cette école est représentée par l'économiste américain Jeffrey Sachs.
- D'autre part, les institutionnalistes ou « gradualistes », prônant une transition plus progressive, qui libéraliserait l'économie et privatiserait le secteur public qu'à mesure que les institutions étatiques (justice, autorité anti-corruption, conseil de la concurrence) nécessaires au bon fonctionnement des marchés se développeraient.

Appuyés par les instances internationales (FMI, BERD, etc.), les partisans de la « thérapie de choc » (Jeffrey Sachs), l'emportèrent. À partir de 1992, la Russie privatise massivement, la thérapie de choc étant mise en œuvre de façon complète à partir de 1994: à cette époque, plus de 50 % du secteur public (112 625 entreprises d'État) est privatisée.

#### Conséquences de la thérapie de choc
Dans un contexte de privatisations hâtives et d'inflation persistante, la transition s'est d'abord traduite par une quasi-division par deux du produit intérieur brut, ce qui a fait naître des controverses sur le rôle joué par le Fonds monétaire international (FMI) .
Le chômage, qui s'élevait à moins de 0,1 % de la population active au début des années 1990, a grimpé à 0,8 % en 1992 et jusqu'à 7,5 % en 1994, quatre fois plus vite qu'en Biélorussie (0,5 % en 1992 et 2,1 % en 1994), qui a adopté une méthode plus graduelle de libéralisation.
Le niveau d’inégalité en Russie est devenu comparable à celui des sociétés latino-américaines. Des oligarques proches du clan Eltsine, comme Boris Berezovski se sont enrichis considérablement. Ceux qui ont bénéficié des largesses de l'État ont fait de gros efforts pour assurer la réélection du président.
Dans le même temps, souligne une étude comparative entre pays post-communistes du Lancet (2009), le taux de mortalité augmenta quatre fois plus vite en Russie qu'en Biélorussie. L'étude constate une corrélation entre les privatisations massives et rapides et l'augmentation du chômage, et entre celle-ci et l'augmentation des taux de mortalité. Elle attribue ainsi une augmentation de plus de 18 % de la mortalité en Russie attribuable aux privatisations massives (et au chômage conséquent, menant entre autres à un accès difficile aux soins, à l'augmentation de l'alcoolisme et de comportements alcooliques dangereux - ingestion de substances toxiques - etc.) ; tandis qu'en Biélorussie, l'augmentation du taux de mortalité attribuable aux privatisations, plus progressives, aurait été de 7,7 % . D'après l'Unicef, la proportion d'enfants russes vivant dans la pauvreté dépasse les 75 % en 1997.
La dépression économique a culminé avec la crise financière de 1998, marquée une dévaluation brutale du rouble et un défaut sur la dette russe (les GKO notamment). En raison de l'hyperinflation, 70 % des produits industriels et agricoles sont échangés sur la base du troc. Le PIB chute de 47 % en cinq ans et la population russe diminue d’un million et demi d’habitants.
Pour le prix Nobel d'économie Joseph E. Stiglitz, la thérapie de choc a été une grave erreur.

« Les privatisations ont été réalisées avant d’avoir mis en place le cadre juridique et institutionnel nécessaire. L’argument du FMI était que des droits de propriété sont essentiels pour l’efficacité d’une économie. Mais rien ne s’est déroulé selon ce scénario. Les privatisations ont accru les possibilités de pillage et les raisons de piller au lieu de réinvestir dans l’avenir du pays. L’absence de lois assurant une bonne gouvernance d’entreprise a incité ceux qui parvenaient à prendre le contrôle d’une firme à voler les actionnaires, en pillant les actifs des entreprises »

— Joseph E. Stiglitz, La Grande Désillusion

### La reprise économique de la Russie sous Vladimir Poutine
Durant ses deux premiers mandats, le gouvernement russe replace des secteurs économiques stratégiques accaparés par des oligarques, notamment les hydrocarbures, sous le contrôle de l'État. Il entreprend par ailleurs de réduire les dépenses sociales et d'instaurer une fiscalité favorable aux entreprises et aux hauts revenus. Un taux unique d'imposition sur le revenu (13 %) est mis en place en 2001, et un nouveau code du travail plus favorable au patronat est adopté en 2002. Les autorités ajoutent au système de retraite un système par capitalisation obligatoire ; 6 % des cotisations retraite sont ainsi dirigées non vers le financement des retraites en cours, mais vers des intermédiaires financiers ou des fonds de pension privés.
Entre 1999 et 2005, la Russie a connu une croissance économique moyenne supérieure à 6,7 %.
Grâce aux prix de plus en plus élevés de l'énergie qui assure une rente en devise, la demande intérieure se développe rapidement et une croissance du PIB de l'ordre de 6 à 8 % par an se maintient jusqu'en 2008. En 2005, à la suite d'un mouvement de protestation sans précédent depuis le début des années 1990, le gouvernement est amené à introduire certaines réformes sociales, dont notamment le renforcement des allocations familiales. Grâce à une politique de rente pétrolière, le niveau de vie de la population russe s'améliore par rapport aux années 1990, mais le budget de l'État se situe dans une dépendance sévère du prix des matières premières. En 2014, pour disposer d'un budget en équilibre, le gouvernement doit profiter d'un prix du pétrole aux alentours des 100 dollars le baril. Toutefois, l'économiste Jacques Sapir estime que le rebond économique après la crise de 1998 est aussi dû à une politique volontariste (dévaluation, blocage des prix nominaux du transport et de l'énergie, efficacité croissante du contrôle des mouvements de capitaux) plus qu'à la hausse du prix des hydrocarbures.
En 2007, le FMI tablait sur le maintien de la croissance russe dans les années à venir. Cependant, la crise économique mondiale née aux États-Unis en 2008, a entraîné une courte période de récession (-7,8 % en 2009), avant un retour de la croissance l'année suivante (+4,5 % en 2010) qui s'effrite à partir de 2013. En 2014, la Russie connait une crise économique sérieuse résultante de la faiblesse du prix des matières premières, source de revenu vitale pour le pays et des sanctions de l'Union Européenne et des États-Unis contre la politique russe en Ukraine. Sur l'année, le pays connait une récession de 8 %, une inflation de 10 % une chute de sa monnaie de près de 40 %. La chute de la monnaie s'est effectuée malgré l'utilisation par la banque centrale russe de près de 20 % de ses réserves de change. Dans le même temps, la hausse très forte des taux d'intérêt, atteignant les 12 %, destinée à freiner l'inflation, handicape fortement les projets d'investissements publics et privés. Une des difficultés pour les entreprises russes est que leurs dettes sont libellées en dollars, et se sont donc fortement accrues avec la chute du rouble. Avec les sanctions qui les empêche de chercher des crédits en occident, et la difficulté pour trouver des marchés de substitution en orient, certaines grandes entreprises se tournent vers l'État russe pour trouver des crédits. Ainsi, fin 2014, Rosneft a demandé 44 milliards de dollars au Kremlin.
En 2015, la récession se durcit, pour globalement les mêmes raisons que l'année précédente. La monnaie a chuté lourdement tout au long de l'année, perdant environ 20 % de sa valeur par rapport au dollar et dépassant les 80 roubles pour un euro. Ceci alimente une inflation à deux chiffres, empêchant la banque centrale de baisser son taux directeur pour soutenir l'économie. Durant l'année, pour faire face au 2,8 % de baisse du PIB, l'état a procédé à des coupes importantes dans les administrations et le secteur de la santé. Les trois moteurs de la croissance économique sont à l'arrêt, que ce soit les exportations, la consommation des ménages ou les investissements privés ou publics.
Afin de faire face à la crise le gouvernement reprend sa politique d'austérité en sacrifiant certaines dépenses sociales. En 2018, une très impopulaire réforme recule de cinq ans l'âge d'accès à la retraite pour les salariés. En matière fiscale, les autorités choisissent d'augmenter les taxes et impôts sur le travail (élévation du taux de l’impôt sur le revenu et de la TVA) mais de réduire ceux sur le capital. De nombreuses aides et crédits d’impôt sont octroyés aux grandes entreprises, y compris les plus rentables. D'après la cour des comptes, ces avantages fiscaux se sont traduits par un manque à gagner de 11 000 milliards de roubles (145 milliards d'euros) pour le budget de l’État. Les revenus réels de la population chutent d'environ 10 % entre 2014 et 2018. Le taux de TVA est rehaussé de 18 % à 20 % en 2019.

### La croissance du PIB de la fédération de Russie
Croissance du PIB russe (source : FMI, Banque Mondiale et Institut fédéral des statistiques russes) :
| 1997 | 1998  | 1999 | 2000 | 2001 | 2002 | 2003 | 2004 | 2005 | 2006 | 2007 | 2008 | 2009 | 2010 | 2011 | 2012 | 2013 | 2014(prévisions) | 2015  | 2016(prévisions) | 2017 |
| ---- | ----- | ---- | ---- | ---- | ---- | ---- | ---- | ---- | ---- | ---- | ---- | ---- | ---- | ---- | ---- | ---- | ---------------- | ----- | ---------------- | ---- |
| 1,4  | - 5,3 | 6,5  | 10,0 | 5,1  | 4,7  | 7,3  | 7,2  | 6,4  | 8,2  | 8,5  | 5,6  | -7,8 | 4,5  | 4,3  | 3,4  | 1,3  | 0,7(OCDE)        | - 2,8 | -0,3 (BM)        | 1,5  |

### Invasion de l'Ukraine et sanctions occidentales
En dépit des sanctions la visant depuis l'invasion de l'Ukraine en 2022, la Russie a affiché une forte croissance économique (plus de 4%) en 2024, principalement grâce aux dépenses de l'État en matière de défense. Les dépenses militaires ont ainsi augmenté de 90 % depuis 2021, atteignant environ 140 milliards de dollars en 2024, soit plus de 7% du PIB. Cependant, le rouble est tombé de 60 roubles pour un dollar en septembre 2022 à plus de 80 roubles pour un dollar en juillet 2025, et le déficit du pays a atteint 46 milliards de dollars (1,7 % du PIB) au premier semestre 2025, soit près de 300 % de plus qu'à la même période en 2024. De surcroit, l'économie russe est confrontée à une pénurie de main d'œuvre de plus en plus prégnante : 10,9 millions d'emplois deviendront vacants d'ici 2030, majoritairement du fait du départ à la retraite d'environ 10 million de travailleurs. Cette tendance est amplifiée par le déclin démographique qui s'accroit depuis 2018. Finalement, les actifs liquides du Fonds souverain russe ont diminué de 57,2 % par rapport à janvier 2022, avant le début de l’invasion à grande échelle de l’Ukraine, passant ainsi de quasiment 9000 milliards de roubles (~90Md€) à moins de 4 milliards. En effet, depuis février 2022, Moscou puise dans son fonds souverain — où sont notamment placées les recettes des ventes d’hydrocarbures — pour financer son déficit budgétaire, une mesure rendue nécessaire par les sanctions occidentales qui restreignent son accès aux marchés financiers internationaux et réduisent ses revenus d’exportation.
La Russie engrange 158 milliards d'euros de revenus tirés des exportations d'énergies fossiles durant les six premiers mois de guerre, profitant de cours élevés. Selon le rapport du Centre for research on energy and clean Air (CREA), basé en Finlande, en raison de la forte augmentation des cours des énergies fossiles, les « revenus actuels de la Russie sont bien au-dessus de ceux des années précédentes en dépit des réductions des volumes exportés ». Ce centre estime que les exportations d'énergies fossiles ont contribué pour 43 milliards d'euros au budget fédéral russe, aidant à financer la guerre en Ukraine. Le premier importateur des énergies fossiles russes a été l'Union européenne pour un montant de 85,1 milliards d'euros, suivie par la Chine et la Turquie,.
Du fait des sanctions occidentales, l'économie russe entre en récession de 4 % au second semestre de 2022 d'après l'agence de statistique Rosstat. En novembre, la mobilisation de 300 000 hommes (500 000 selon certaines ONG) et le départ à l'étranger d’un million de Russes entraînent un manque de personnel dans près du tiers des entreprises,. Sur l'ensemble de l'année, la récession en Russie est de - 2,2 % et le pays enregistre un excédent courant de plus de 227 milliards de dollars (plus de 12 % du PIB), une hausse significative de 86 % par rapport à 2021 expliqué en partie par de moindres importations depuis les pays occidentaux en raison des sanctions.
Selon certaines sources, la guerre en Ukraine aurait coûté 82 milliards de dollars au cours des 9 premiers mois. Par ailleurs, Vladimir Poutine indique que les sanctions internationales pourraient avoir des conséquences « négatives » à « moyen terme » sur l'économie russe.
Sur les 5 premiers mois de 2023, les revenus pétroliers de la Russie diminuent de 50 % du fait des sanctions internationales, malgré une augmentation de ses ventes.
Le discours officiel russe indique que durant l'année 2023 ; l'économie russe a progressé de 3.6%. Mais de nombreux experts doutent de la fiabilité de ce chiffre, et insistent sur le puissant déséquilibre de cette progression, porté en grande partie par les dépenses militaires, et aux dépens des productions et investissements civils. Ce déséquilibre, consécutif à une guerre longue et coûteuse, se répercute aussi sur le budget de l'état russe où les dépenses militaires passent de 47 milliards de dollars en 2021 à 60 milliards en 2023. Des analyses indiquent que l'inflation, officiellement à 8,5 %, serait en réalité plus élevée, notamment dû aux dépenses militaires en forte augmentation, inflation qui contraint la banque centrale russe à avoir un taux d'intérêt très élevé de l'ordre de 21 %, engendrant des difficultés économiques pour invertir notamment.

## Statistiques

PIB par habitant en 2011 (ONU) :
Russie (13 006 $)
PIB par habitant supérieur à celui de la Russie
PIB par habitant inférieur à celui de la Russie

Après une baisse brutale de son PIB durant les années 1990, celui-ci progressé significativement au cours des années 2000 en grande partie grâce à la hausse des prix des matières premières dont la Russie est un grand exportateur. Alors qu'en 2000, le PIB russe par habitant équivaut à 50% de la moyenne des pays avancés, il progresse jusqu'à 60% à la fin des années 2000, puis régresse à partir de 2012-2013 pour revenir à 50% en 2020. Cette paupérisation de la population russe se poursuit encore fortement pour aboutir à un niveau de moins de 45% de la moyenne des pays avancé en 2022.

### Évaluer le niveau de vie des Russes
La Russie a été classée parmi les pays à haut revenu de 2012 à 2014. La transition de l'économie russe, caractérisée par la terrible crise économique et sociale des années 1990, s'est accompagnée de la paupérisation d'une partie de la population, au profit d'une minorité proche du pouvoir, qui a largement bénéficié de la privatisation de l'économie. La pauvreté a culminé en 1998, et s'est en partie réduite depuis. Mais les crises économiques comme celle de 2009, démontrent la fragilité de la situation de ceux que l'on dit appartenir aux classes moyennes.
La crise économique de 2015 marque un coup d'arrêt dans la progression du niveau de vie des russes. La forte inflation et les difficultés économiques globales ont fait plonger sur l'année le pouvoir d'achat de 10 %. Ainsi, à la fin de 2015, un sondage cité dans le Financial Times du 31 décembre que 39 % des ménages russes ont des difficultés pour s'acheter en même temps des vêtements et de la nourriture.
Selon les statistiques officielles (contestées par d'autres sources), le taux de pauvreté s'élève à 14,3 % en 2019, un chiffre en augmentation par rapport à l'année précédente. Les études sociologiques indiquent que 12 % des citoyens russes n’ont pas les moyens de se payer une alimentation suffisante et que 25 % consacrent tous leurs revenus à ce poste de dépense, sans donc pouvoir s’acheter d’habits. Selon le Service fédéral des statistiques de l'État russe, 35 % des foyers ne peuvent acheter à chaque membre de la famille une paire de chaussures par saison, 25 % ne peuvent pas recevoir d’invités faute de moyens, et 11 % ne peuvent acheter des médicaments vitaux. Selon l’institut indépendant Levada, les deux tiers des familles n'auraient aucune épargne, et 44 % d’entre elles auraient des dettes.
| Année | Salaire moyen mensuel ($) | Année | Salaire moyen mensuel ($) | Année | Salaire moyen mensuel ($) |
| ----- | ------------------------- | ----- | ------------------------- | ----- | ------------------------- |
| 1990  |                           | 2000  | 82,33                     | 2010  | 711                       |
| 1991  |                           | 2001  | 115                       | 2011  | 797                       |
| 1992  | 23,96                     | 2002  | 139                       | 2012  | 802                       |
| 1993  | 140,67                    | 2003  | 179                       | 2013  | 931                       |
| 1994  | 66,85                     | 2004  | 234                       | 2014  | 847                       |
| 1995  | 130,38                    | 2005  | 297                       | 2015  | 558                       |
| 1996  | 181,38                    | 2006  | 404                       | 2016  | 600                       |
| 1997  | 176,58                    | 2007  | 529                       |       |                           |
| 1998  | 80,22                     | 2008  | 658                       |       |                           |
| 1999  | 73,69                     | 2009  | 691                       |       |                           |

#### La population vivant sous le seuil de pauvreté
La part de la population vivant sous le seuil officiel de pauvreté russe était de 15,8 % en 2008. Dans le même temps, les inégalités se sont sensiblement accrues, du fait notamment du mode de privatisation, mais aussi du fait de la disparition progressive des transferts sociaux et des équipements publics. Toutefois, les Russes des campagnes ou des banlieues ont pour tradition de cultiver et de stocker en bocaux une grosse partie de leur alimentation, ainsi que du bois de chauffe. Ce vieux réflexe leur permet de traverser des épreuves économiques difficiles dans un climat généralement rigoureux.

#### La classe moyenne
Le maintien d'une croissance économique dynamique a permis la naissance et l'établissement d'une classe moyenne dont l'effectif est croissant. C'est une classe de consommateurs, d'automobiles importées, puis de plus en plus produits sur place.
L'exemple de la consommation d'automobiles: Le consommateur russe, traditionnellement sous-équipé en automobiles, s'équipe progressivement. En 2007, 280 000 voitures étaient achetées: surtout des modèles asiatiques, Japonaises (35 %), Coréennes (20 %) et désormais Chinoises (3 %); les Européennes (23 %) et Américaines (20 %) semblent moins demandées. Les marques russes sont de plus en plus dynamiques, et bénéficient de transferts technologiques (AvtoVAZ et Renault par exemple).

## Déséquilibres régionaux
Il existe de fortes différences de taille et de richesse entre les régions russes.
Moscou et sa périphérie (oblast de Moscou) représentent à elles seules un quart du produit national brut, selon les statistiques officielles.
Les régions pétrolières et gazières (oblast de Tioumen) figurent également parmi les plus riches, tandis que le Caucase enregistre les plus faibles niveaux de richesse par habitant.

## Système économique
L'économie russe a été largement privatisée dans les années 1990. L’État russe se veut libéral privilégiant la capacité de fondation de groupes puissants par des « oligarques », anciens officiers soviétiques ou jeunes entrepreneurs rapidement enrichis. En fait, l'État russe a développé sous la présidence de Poutine une capacité d'intervention dans les groupes jugés stratégiques, mais cela s'assimile plus à la volonté nationaliste de rendre sa puissance au pays qu'un retour au socialisme. Ni libéralisme, ni socialisme, le système russe est original, semi-démocratique ou semi-autoritaire.
En 2008, le ministre du Budget Alexandre Koudrine reste un libéral orthodoxe tandis que l'économiste Alexandre Zakharov, du groupe financier Metropol, parle du soutien russe aux entreprises lors du krach boursier non comme d'une renationalisation de velours, mais d'un soutien au marché. Le kremlin a donc décidé d'investir 10 milliards de dollars pour soutenir les sociétés très endettées des oligarques.
Au regard de la population active comme du produit intérieur brut, les services dominent de plus en plus dans la structure de l'économie, mais le poids des ressources naturelles est très élevé.

### Secteur primaire: agriculture, pêche, énergie, mines
La Russie pourrait, à long terme, bénéficier du réchauffement climatique qui permettrait d'étendre ses espaces cultivables sur son immense territoire.

#### Agriculture
L'agriculture russe a connu en quinze ans deux évolutions majeures. D'abord, les kolkhozes (fermes collectives) et les sovkhozes (fermes d'État) de l'époque soviétique ont été transformés en entreprises privées, collectives ou individuelles. La seconde évolution touche la propriété de la terre, qui est désormais possible.
Les conditions climatiques de la fédération de Russie ne lui permettent une mise en culture de ses terres que sur une période relativement courte. La dimension de sa surface agricole utile et le facteur climatique permettent sans doute d'expliquer que son agriculture soit extensive plutôt qu'intensive comme c'est le cas en Europe occidentale.
Avec plus de 200 millions d'hectares de terres cultivables, la Russie est un des principaux producteurs mondiaux de céréales et de pommes de terre. La production agricole russe, après avoir baissé fortement de 1992 à 1998, croît faiblement depuis 1999 ; mais grâce à la plus grande efficacité de la distribution et aux importations, la Russie ne connaît plus les pénuries alimentaires de l'époque soviétique.
Production agricole en 2005 (source Rosstat) - en millions de tonnes :
| Blé  | Betterave | Pomme de terre | Légumes | Lait | Orge |
| ---- | --------- | -------------- | ------- | ---- | ---- |
| 78,2 | 21,4      | 37,3           | 15,2    | 31,0 | 15,8 |
| 78,6 | 30,9      | 38,6           | 15,6    | 31,4 | 18,2 |

#### Énergie

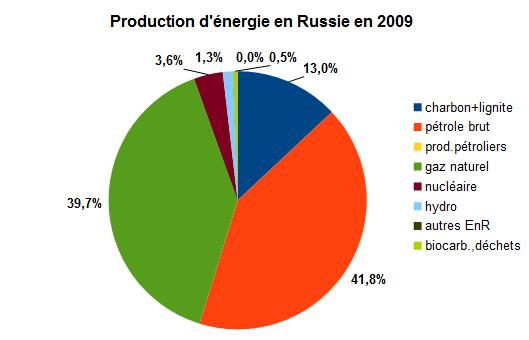
Production d'énergie en Russie en 2009 (données : AIE)

La Russie est riche en ressources énergétiques. Elle possède les plus grandes réserves de gaz naturel du monde (32 % des réserves prouvées, 23 % des réserves probables), ainsi que les deuxièmes plus grandes réserves de charbon (10 % des réserves prouvées, 14 % des réserves probables), les huitièmes pour le pétrole (12 % des réserves prouvées, 42 % des réserves probables), et 8 % des réserves prouvées d'uranium.
La production d'énergie de la Russie atteignait en 2011 un total de 1,31 milliard de Tep, dont plus de 80 % réparti entre le pétrole (39 %) et le gaz naturel (42 %), 14 % pour le charbon ; le nucléaire (3,5 %) et les énergies renouvelables pèsent peu à côté de ces mastodontes, bien que la Russie compte plusieurs centrales hydroélectriques et nucléaires parmi les plus puissantes du monde.
La Russie était en 2012 le 2e producteur de pétrole et de gaz naturel du monde, 6e pour le charbon, 3e producteur d'électricité nucléaire en 2011 et 5e pour l'hydroélectricité.
Une part importante (45,6 %) de cette énorme production est exportée : 48 % du pétrole, 30 % du gaz naturel et 45 % du charbon ; la Russie était en 2011 le 2e exportateur de pétrole du monde et en 2012 le 1er exportateur de gaz naturel et le 4e de charbon. De ce fait, la consommation d'énergie primaire (approvisionnement net, après déduction du solde exportateur et des variations de stocks) est de 731 millions de Tep seulement ; dans cet approvisionnement, les parts des différentes énergies sont très différentes : le gaz est majoritaire à lui seul : 54 %, le pétrole pèse 22 %, après déduction de la part exportée sous forme de produits raffinés, le charbon est à 16 % et le nucléaire a une part non négligeable : 6,2 %.
La consommation d'énergie de la Russie est très élevée : 5,15 Tep par habitant en 2011 (France : 3,88) et les émissions de gaz à effet de serre de la Russie étaient de 11,65 tonnes de CO2 par habitant (France : 5,04 tCO2/hab ; États-Unis : 16,94 tCO2/hab ; Chine : 5,92 tCO2/hab).

##### Secteur des hydrocarbures
La Russie est le troisième producteur mondial de pétrole et le premier de gaz naturel. Ces ressources sont parfois difficilement accessibles, car situées en particulier au nord de l'Oural et en Sibérie. Les régions pétrolières du pays sont parmi les plus riches du monde, avec en particulier un tiers des réserves mondiales de gaz naturel. Les gisements de la région de Yamal (District des Yamalo-Nenets) atteindrait 10 000 milliards de mètres cubes, ce qui est énorme, mais il s'agit du Grand Nord et les conditions d'exploitation sont coûteuses et difficiles.
Actuellement, l'économie russe se diversifie rapidement, mais il est vrai que l'extraction des hydrocarbures est et restera longtemps une source essentielle et stratégique de devises. Il est certain que l'Europe, en particulier, est dépendante des ressources russes en gaz naturel. Du côté russe, cela signifie que, structurellement, des cours élevés du pétrole et du gaz naturel procurent une prospérité facile, tandis qu'un effondrement des cours comme ce fut le cas lors de la crise de 2008 met l’économie en difficulté jusqu’à risquer de remettre en question des programmes d'investissements.
Le groupe Gazprom est un géant du secteur des hydrocarbures, contrôlant 94 % de la production russe de gaz naturel ; c'est également un important producteur de pétrole. Dans le peloton de tête des plus grandes transnationales du monde au classement des capitalisations boursières, Gazprom est essentiel pour l’État fédéral; il constitue de l’ordre de 25 % du total des recettes fiscales du pays. Le groupe est également présent dans de nombreux secteurs, il détient par exemple le monopole du transport du gaz du Turkménistan et de l'Ouzbékistan, deux anciennes républiques soviétiques. Exportations de gaz naturel en 2006, par le Groupe Gazprom, en milliards de mètres cubes
| Ukraine | Allemagne | Italie | Bélarus | Turquie | France | Hongrie | Royaume-Uni | Pologne | République tchèque |
| ------- | --------- | ------ | ------- | ------- | ------ | ------- | ----------- | ------- | ------------------ |
| 59      | 34,4      | 22,1   | 20,5    | 19,9    | 10     | 8,8     | 8,7         | 7,7     | 7,4                |

Plusieurs grands groupes se partagent le secteur de la production pétrolière :
- Rosneft, principal groupe pétrolier. C'est un groupe puissant mais fragilisé par un endettement de 22 milliards de dollars, à la suite de l'acquisition d'une partie du patrimoine de l'ancienne compagnie Ioukos[48].
- Lukoil, 2e producteur russe.
- TNK-BP, coentreprise russo-britannique, 3e producteur russe.
- Sibneft, le 4e producteur, est une filiale du groupe Gazprom, qui détient 74 % du capital en 2006[46].

Lors de la crise boursière de 2008, le cours des actions Gazprom, comme ceux de groupes russes exploitant les hydrocarbures, se sont effondrés transitoirement, montrant la fragilité inquiétante des conglomérat. Les investissements s'en sont trouvés compromis, en particulier la recherche de nouveaux gisements pétroliers destinés à augmenter la production.

#### Extraction minière
les richesses du sous-sol de la fédération de Russie sont aussi variées qu'importantes en volume. Elles sont exploitées par des groupes dont l'importance est jugée comme stratégique par le Kremlin.
Le groupe Rusal, géant du secteur de l'aluminium, est une propriété de l'oligarque Oleg Deripaska, réputé très proche du pouvoir. Le groupe Rusal possède depuis avril 2008 plus du quart du capital du géant Norilsk Nickel. Le groupe américain Alcoa est, en décembre 2008, le premier producteur mondial d'aluminium (Acquisition du producteur norvégien Elkem Aluminium, la capacité de production atteignant désormais 4,7 millions de tonnes) juste devant Rusal (4,2 millions de tonnes).
Le groupe Norilsk Nickel (NN) est spécialisé dans l'exploitation et la transformation du nickel, du palladium dans la région de Norilsk. Il produit également de l'or, du platine, du cuivre (3 %) et du cobalt (10 %). Norilsk Nickel est de loin le premier producteur mondial du nickel (20 %) et du palladium (75 %), et le principal producteur d'or de la Russie. Il est classé parmi les quatre principaux producteurs mondiaux de platine et un des dix premiers producteurs de cuivre. C'est un groupe monopolistique puisqu'il produit 96 % du nickel, 55 % du cuivre et 95 % du cobalt de la Russie. Depuis 2007, il contrôle 90 % du capital de LionOre, un producteur de nickel canadien. Le président du conseil d'administration, en décembre 2008, est Alexander Voloshin, ancien chef de cabinet des présidents Boris Eltsine et Vladimir Poutine, un homme proche du Kremlin.
Le groupe EuroChem est l'un des trois plus gros producteurs d'engrais d'Europe et l'un des dix premiers au monde. Il est détenu à 92 % par le milliardaire Andreï Melnichenko. Ce groupe exploite des gisements de phosphorite dans la presqu'île de Kola et au Kazakhstan, ainsi que les puits pétroliers de Iamalie.

#### Production de bois
La Russie dispose d'un quart des réserves de bois du monde. Elle est le premier pays exportateur et le secteur représente 4,3 % du PIB russe. De vastes forêts étant localisées à proximité du fleuve Amour, et donc de la Mandchourie chinoise, la Chine est un client essentiel et presque naturel pour la filière bois de la Sibérie. Hélas, les exportations déclarées en volume et en valeur s'accompagnent d'importantes quantités de bois clandestin.

### Secteur secondaire
La Russie a hérité de l'Union soviétique un socle industriel très important, mais vieilli, avec une très faible proportion de petites entreprises et quelques secteurs de pointe, notamment dans son complexe militaro-industriel.
La transition a toutefois fait naître un grand nombre d'entreprises dynamiques, gérées de façon moderne, par exemple dans l'industrie agro-alimentaire ou les télécommunications, en particulier grâce au concours d'investisseurs étrangers.

#### Industries de transformation des matières premières

##### Sidérurgie
La Sidérurgie en Russie est mal en point et peu compétitive. Ce n'est que l’héritage abandonné de l’époque stalinienne.

#### Industrie automobile
Le secteur de la production de véhicules est de plus en plus dynamique. Il bénéficie de la capacité d'investissement de la classe moyenne. De plus en plus d'usines étrangères ouvrent en Russie; les marques locales se modernisent; les capacités d'importations restent fortes (En particulier, de véhicules asiatiques par le port de Vladivostok). En 2006, 75 % des véhicules étaient importés; en 2007, le chiffre était de 62 %.
- Les constructeurs locaux sont des entreprises héritées de l'époque soviétique, qui bénéficient de transferts technologiques occidentaux.
  - Le premier constructeur russe est le groupe AvtoVAZ, dont la marque Lada, avec 70 % de la production nationale. Le siège de l'entreprise se trouve à Togliatti, le Détroit de la Russie, à une centaine de kilomètres de Samara. En 2006, le groupe AvtoVAZ représentait 120 000 salariés[54].
  - Les autres constructeurs sont les groupes Gaz et Moskvitch.

#### Complexe militaro-industriel
En 2016, le complexe militaro-industriel représente 50 % de la production brute de l'industrie manufacturière russe et 30 % de ses ressources humaines.
Les armes produites, comme, le Su-27, commercialisé par l'agence Rosoboronexport ont un grand succès à l'exportation. La technologie russe, à la fois solide et fiable, dispose d'une bonne réputation dans des domaines aussi variés que l'aviation, les blindés, les frégates, ou d'excellents systèmes de DCA.
L'État russe garde un regard insistant sur le puissant complexe militaro-industriel, secteur stratégique s'il en est. Il bénéficie de la volonté affirmée de refonder une armée au meilleur niveau technologique et de poursuivre et développer des capacités d'exportation qui en font des grands groupes russes des leaders redoutables dans les domaines de l'aviation, des missiles, etc.
Le groupe Rostec possède ainsi plus de 400 filiales dans les domaines de l'armement et des matières premières stratégiques.
En 2024, dans le contexte de l'invasion de l'Ukraine par la Russie, cette dernière a accru sa capacité de production grâce à une efficace économie de guerre, selon des données de services de renseignement de l’OTAN. Moscou serait capable de produire 250 000 munitions d’artillerie par mois, soit près de 3 millions par an contre 1,2 million munitions que les États-Unis et l’Europe peuvent alors fabriquer pour soutenir les forces ukrainiennes.

#### Industries et technologies de l'air et de l'espace
Le cosmodrome de Baïkonour est un centre spatial hérité de l'Union des républiques socialistes soviétiques, mais situé au Kazakhstan. La fédération de Russie loue le site par bail jusqu'en 2053.

#### Agroalimentaire
La crise de 1998 entraîna une chute spectaculaire des importations de produits agricoles et une remontée des prix, ce qui favorisa une hausse constante de la production depuis 1999 (plus de 4,5 % de 2007 à 2008 - source Rosstat) . Le secteur agro-industriel représente 11 % de la production industrielle de la Russie et emploie près de 1,5 million de salariés.
Au niveau fédéral, l'objectif est de développer une autosuffisance agricole en limitant les importations avec le développement d'une politique protectionniste par l'augmentation des taxes douanières, en modernisant l'agriculture et en développant l'industrie agro-alimentaire.
Dans ce but, une entreprise d’État, Rosagroleasing a été créée et fournit en crédit-bail du matériel agricole.

### Tertiarisation de l'économie

#### Transport maritime et ports de commerce
Le port de Saint-Pétersbourg, localisé au fond du golfe de Finlande, est un espace consacré à la production industrielle et aux activités d'import-export. Port essentiel pour la Russie, Saint-Pétersbourg contrôle 30 % des exportations et 25 % des importations russes en valeur. En 2005, c'est une société anonyme dont le capital est contrôlé à 20 % par l'État fédéral, à 28,79 % par la municipalité de Saint-Pétersbourg, et à 48,79 % par le groupe Novolipetsk. Cette année-là, les activités du port atteignaient 51 millions de tonnes, en hausse de 19 % par rapport à l'année précédente.
Le Système des Cinq-Mers ou officiellement le réseau unifié de voies navigables de grande profondeur en Russie d'Europe (en russe : Единая глубоководная система Европейской части Российской Федерации — ЕГТС) est un ensemble de voies de transports maritimes et fluviales entre les cinq différentes mers jouxtant la Russie d'Europe : la mer Baltique, la mer Blanche la mer Caspienne et la mer Noire via la mer d'Azov. En 2010, ce réseau de voies a transporté 70 millions de tonnes de fret et 12 millions de passagers, ce qui représente les deux tiers du transport maritime en Russie.

#### Transports aériens
Le secteur du transport aérien est partagé entre deux groupes importants, que le kremlin espère regrouper en un seul groupe plus solide depuis quelques années. La crise économique de 2008 semble accélérer le processus d'intégration.
Le nombre de passagers aériens a été divisé par trois depuis la fin de l'URSS. Il ne remonte que lentement, en raison du coût considérable des vols, et de la raréfaction des subventions publiques.
Le transporteur historique, fondé en 1923, est la compagnie nationale Aeroflot dont l’État russe détient 51 % du capital et qui a survécu à la chute de l'URSS. Mais cette compagnie, qui desservait près de 100 États sur tous les continents, est devenue une compagnie dont le réseau est centrée sur l'Eurasie (moins de 50 États desservis). Les avions d'Aeroflot ont transporté 8,16 millions de passagers en 2007, plus de 10 millions en comptant les filiales. Au 30 septembre 2008, la compagnie exploitait cent quarante-neuf avions, soixante-douze avions russes, quarante Airbus, vingt-neuf Boeing et huit avions cargos. (Chiffre d'affaires pour 2007: 3,8 milliards de dollars).
Sibir (ou S7 Airlines), une ancienne filiale régionale d'Aeroflot à l'époque de l'URSS, a été privatisé en 1992. L'État russe détient cependant 25 % du capital de Sibir, face à les actionnaires majoritaires, le directeur général Vladislav Filev et son épouse (63 % du capital). C'est la principale compagnie russe de vols intérieurs, elle a transporté 5,7 millions de passagers en 2007. En 2007, Sibir possédait soixante-six avions, trente-six avions russes, vingt-et-un Airbus dont cinq anciens A310 et sept Boeing. (Chiffre d'affaires: 755 millions d'euros).
Le nouveau groupe public Russian Airlines, fondé en 2008, entend aider financièrement et encourager la fusion de onze compagnies russes de transport aérien: Aeroflot, Transaero… mais pas encore Sibir.
Le plus important aéroport de la fédération de Russie est Cheremetyevo, à une trentaine de kilomètres au Nord de Moscou. C'est une société anonyme dont le principal actionnaire est le groupe MASH. En 2004, le trafic dépasse 12 millions de voyageurs.
L'invasion de l'Ukraine par la Russie conduit Airbus et Boeing à arrêter la fourniture de pièces détachées nécessaires à la réparation des avions et leurs bureaux dans le pays ont été fermés. Boeing ferme son centre d’entraînement pour des pilotes de 737 et 777. Les compagnies aériennes Russes n'ont plus l'autorisation de survoler l'Union Européenne, le Canada et les États-Unis et 10 avions russes sont bloqués en France en raison des sanctions.

#### Grande distribution
En pleine croissance depuis les années Poutine, le secteur de la grande distribution est un secteur qui permet aux nouveaux riches et à la classe moyenne de montrer un niveau de vie comparable aux standards occidentaux.
- Le géant du secteur est le groupe Magnit, dont le siège social se trouve à Krasnodar. En octobre 2008, il détenait 2405 supermarchés en Russie dans plus de 700 localités, avec 55 000 employés en 2008[64].

#### Banques et la finance

##### Banques

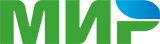
Logo des cartes bancaires russes

Le système bancaire russe est intégré au réseau des grandes entreprises contrôlées par les oligarques proches du pouvoir. Souvent très récentes, ces banques souffrirent considérablement lors de la grande crise boursière de 2008.
- Les banques russes sont nombreuses : OuralSib, TrustBank, VTB, Sberbank, Rosselkhozbank, et bien d'autres. Le système bancaire est donc complexe et fragile ; des fusions et des prises de participations croissantes de l'État sont prévisibles à moyen terme.
- La VEB est la banque publique de développement.
- Le groupe Gazprom contrôle une des principales banques russes, sa filiale Gazprombank[46].
- Les banques d'investissement sont dynamiques, par exemple Troïka Dialog.

En 2014, la Banque centrale de la fédération de Russie lance la mise en place d’un système national de paiement par cartes afin d’assurer son indépendance face aux monopoles Visa et MasterCard. Le système est opérationnel en 2015 et l’émission de cartes à grande échelle par les banques russes démarre en 2016.

##### La place boursière de Moscou
Pendant un temps, la Bourse de Moscou a connu un dynamisme impressionnant, comme la plupart des places émergentes ; elle bénéficiait en particulier de sa localisation (comme Shanghai sans doute) dans une ville appelée à devenir un centre essentiel de la mondialisation, une ville mondiale.[réf. nécessaire]
L'indice de référence MICEX rassemble les 50 plus grandes valeurs russes, pour une base 100 au 1er septembre 1995. En mai 2008, l'indice RTS atteignait 2 500 points.
La crise financière mondiale a durement touché le marché financier russe, à une période où la Russie été critiquée pour le conflit géorgien de l'été 2008. La crise a entraîné une chute spectaculaire de l'indice et donc de la capitalisation boursière, aggravée par la baisse des cours des matières premières due à la baisse de la consommation mondiale et la vente d’actions volatiles par les russes pour privilégier des achats sécuritaires de dollars et de métaux précieux. Au début septembre 2008, l'indice RTS tombe à moins de 1 300 points.
La crise peut n'être que passagère car l’État russe n'est pas endetté et sa banque centrale est encore riche, de 573 milliards de dollars de réserve. Par contre, l'inflation dépassant 12 % en 2008  puis tombe à 6,6 % en 2012.

##### De la finance aux télécommunications
- Le Groupe Alfa est un des principaux groupes industriels et financiers de la Russie. Propriété de l'oligarque Mikhail Fridman, il investit régulièrement dans la recherche d'hydrocarbures; ses domaines sont le management, l'assurance, le commerce international, les télécommunications, les médias et la haute technologie[67].

## Une puissance exportatrice dans le secteur des matières premières

### Partenaires commerciaux
La Chine est devenue le premier partenaire commercial de la Russie en février 2009. Le commerce entre les deux pays a atteint 58,8 milliards de dollars américains en 2008, et baissé de 31,8 % en 2009 pour arriver à 38,8 milliards sous l'effet de la crise financière planétaire, avant d'enregistrer une augmentation de 67,9 % en glissement annuel aux deux premiers mois de cette année, revenant au niveau d'avant la crise. Au sein de l'Union européenne, l'Allemagne est le premier partenaire commercial, loin devant l'Italie et la France. La Russie est notamment le principal fournisseur d'énergie de l'Europe.
Les pays de l'ex-URSS représentent désormais moins du quart du commerce extérieur russe.
La balance commerciale russe est très excédentaire, du fait des exportations d'hydrocarbures et d'armement, même si la tendance s'infléchit lors de la crise financière de 2008.

### Exportations

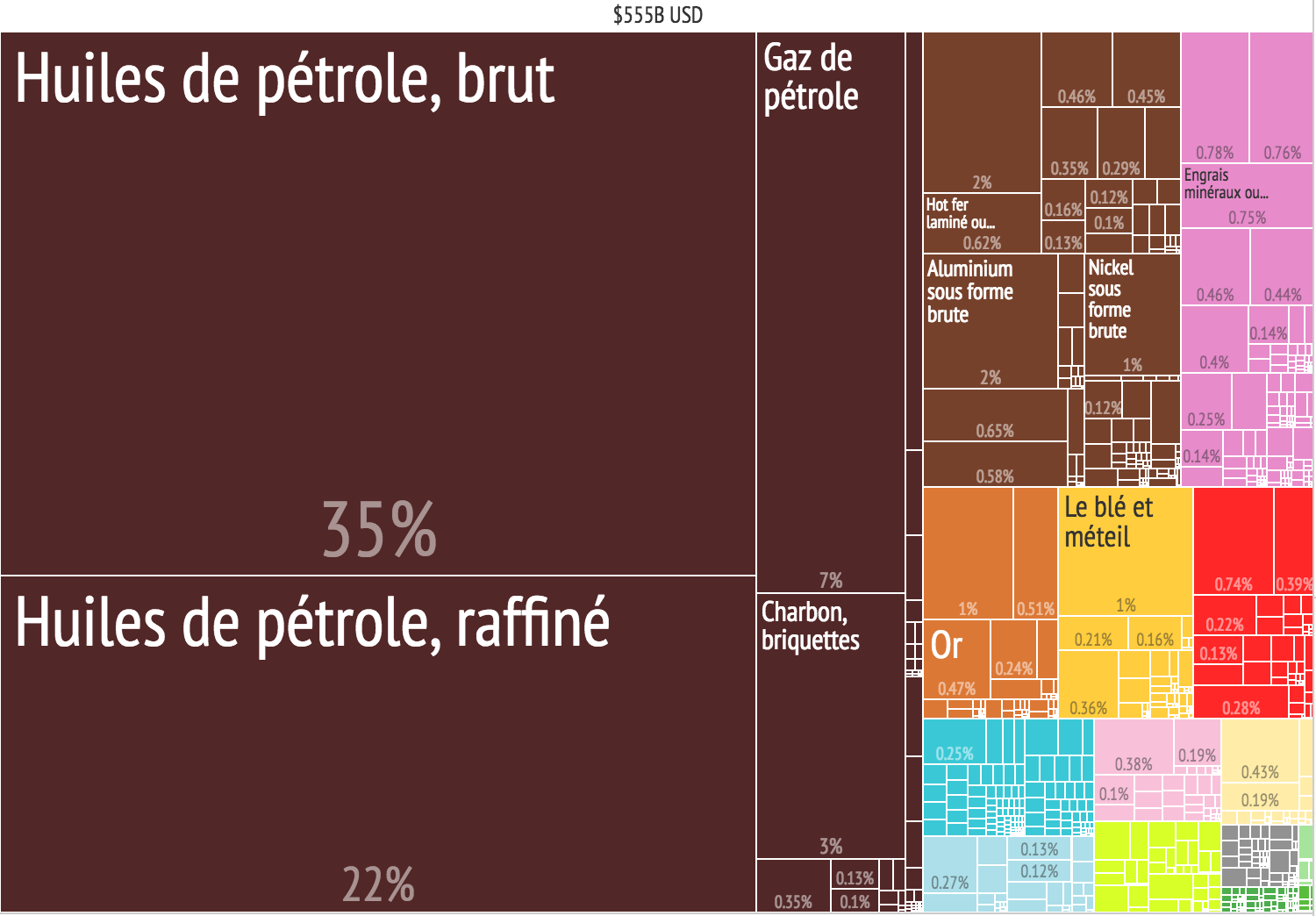
Produits d'Exportation Russes Treemap par Produit (2014) à partir de [http://atlas.cid.harvard.edu/explore/tree_map/export/rus/all/show/2014/ Harvard Atlas of Economic Complexity

Les exportations russes ont progressé à un rythme rapide ces dernières années du fait de la hausse des cours du pétrole.
La Russie exporte avant tout des matières premières, et notamment du pétrole, du gaz et des métaux pour près de 80 %. Les produits provenant de la pêche en Russie fournissent le quart des marchés mondiaux.
La Russie exporte par ailleurs des produits manufacturés sur les marchés proches ainsi que des armements (notamment en Chine et en Inde), dont elle est le premier exportateur mondial.
Selon l'OMC, la Russie figure au 14e rang mondial des exportateurs en 2004, au 13e rang en 2006, à la 8e place si les échanges intérieurs de l'Union européenne ne sont pas pris en compte.
En 2023, l'Inde est devenu le premier importateur de pétrole russe.

### Importations
Malgré une ouverture importante dans les années 1990, la Russie est un marché avec des barrières commerciales plus importantes que dans les autres pays industrialisés.
Les importations de biens de consommation et de produits agro-alimentaires dominent dans les achats de la Russie.

### Une économie dominée par les exportations de matières premières?
Les principales entreprises russes, par la capitalisation boursière, sont celles du secteur énergétique, notamment le géant gazier Gazprom, détenu en majorité par l'État, les majors pétroliers Rosneft et Lukoil, ainsi que celles du secteur métallurgique, comme Norilsk Nickel et Severstal.

### Accords économiques
12 États issus de l'URSS, dont la Russie, ont institué à partir de 1991 la Communauté des États indépendants ou CEI. Il s'agissait pour la Russie de créer une sorte de Commonwealth qui lui permette de conserver une sphère d'influence. Pour d'autres, comme l'Ukraine, il s'agissait surtout d'une organisation destinée à gérer le démantèlement de l'URSS. En pratique, la CEI constitue une structure assez lâche de coopération économique (multiples accords commerciaux bilatéraux) et politique.
Des sous-ensembles se sont par ailleurs constitués, comme l'Union de la Russie et de la Biélorussie, qui comporte une union douanière, ou la Communauté économique eurasienne.
La Russie et l'Union européenne ont signé un accord de partenariat et de coopération en 1997. Les relations entre la Russie et l'UE sont dominées par la problématique énergétique, l'Union européenne étant le premier client de la Russie, et la Russie le premier fournisseur de l’Union : les tensions entre l'Ukraine et la Russie en janvier 2006 et en janvier 2009 ont mis en relief cette interdépendance, et les préoccupations de sécurité énergétique qui en résultent pour plusieurs pays européens.
La Russie est membre depuis le 22 août 2012 de l'OMC.
La Russie fait partie de la Coopération Économique Asie Pacifique (APEC).
Par ailleurs, la Russie a conclu l'Association d'affaires Canada-Russie-Eurasie (AACRE).

## Monnaie et inflation
Le rouble russe a connu un parcours chaotique depuis 1992, avec notamment une très forte dépréciation au moment de la crise financière de 1998. Ensuite, pendant plus de 10 ans son taux de change fut relativement stable par rapport au dollar et à l'euro avant d'entamer une forte dépréciation au début de 2009 (passant de 26 à 32 RUB/USD), une conséquence de baisse des prix d'hydrocarbures dont la Russie et l'un des principaux exportateurs et de la crise économique. Un euro équivaut à environ 42,4 roubles le 15 janvier 2009.
Le 1er juillet 2006, à la suite de la suppression en Russie des dernières limitations au change et aux mouvements des capitaux, le rouble est devenu une devise pleinement convertible.
Le rouble se dévalue fortement depuis le début de la guerre en Ukraine, faiblesse consécutive des sanctions occidentales. Elle est passée de 70 roubles pour un euro au début de 2023 à 100 roubles pour un euro début 2024.

### Inflation
Taux d'inflation annuel en Russie : (Source : Rosstat, Chambre de Commerce et d'industrie franco-russe et Inflation.eu),,
| 2002   | 2003   | 2004   | 2005   | 2006  | 2007   | 2008   | 2011  | 2012  | 2013  | 2014   | ... | 2023. |
| ------ | ------ | ------ | ------ | ----- | ------ | ------ | ----- | ----- | ----- | ------ | --- | ----- |
| 15,1 % | 12,0 % | 11,7 % | 10,9 % | 9,0 % | 11,9 % | 13,3 % | 6,1 % | 6,6 % | 6,7 % | 11,5 % | ... | 7 %   |

## Fonds de stabilisation
Le Fonds de réserve de Russie et le Fonds de bien-être national de Russie, issus des recettes de vente d'hydrocarbures (anciennement, Fonds de stabilisation, créé en 2004) disposent ensemble, au 1er décembre 2008 d'une somme de 137,5 milliards d'euros (173,2 milliards de dollars US), ce qui en fait un 6e fonds souverain de la planète. Le fonds est utilisé comme levier d'aide financière exceptionnelle aux secteurs stratégiques et comme source de financement des projets d'intérêt fédéral (natsproekty).

## Dette russe et soviétique
La Russie a hérité de la dette et des avoirs de l'Union soviétique à la suite de l'éclatement de la dernière. Elle a poursuivi son endettement dans les années 1990, jusqu'à se retrouver dans une crise de paiements majeure en 1998. Cette dette ayant été restructurée et les cours élevés du pétrole aidant, la Russie commença à rembourser sa dette par anticipation dès le début des années 2000.
Le 21 août 2006, la Russie annonce avoir remboursé par anticipation l'intégralité de sa dette envers le Club de Paris après le versement d'une dernière tranche de 23,7 milliards de dollars, ce qui lui a permis de faire des économies substantielles sur les futurs intérêts.

## Rôle de l’État

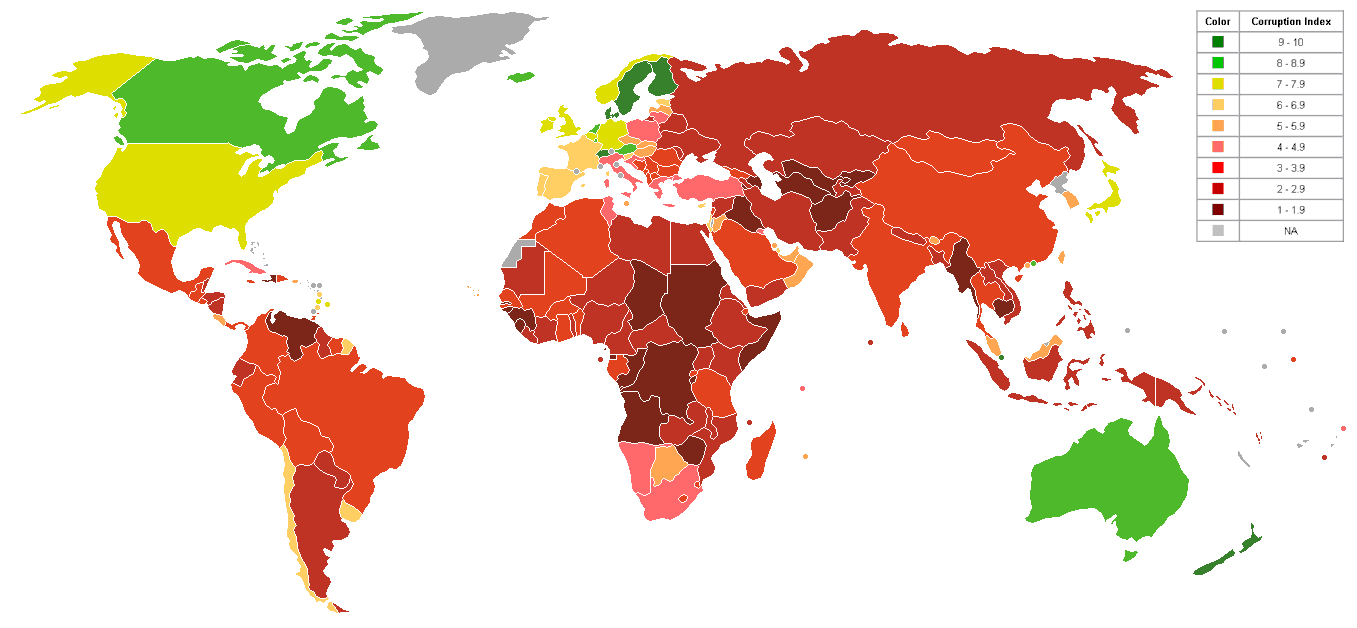
La corruption dans le monde: indice de corruption perçue

Après une première phase de transition pendant laquelle l'État russe a été très affaibli, avec de nombreuses privatisations opérées dans des conditions opaques sous Boris Eltsine, l'État a retrouvé une position de premier plan en Russie avec Vladimir Poutine.
L’État russe a mis au pas certains hommes d'affaires (les oligarques) qui s'étaient enrichis au moment des privatisations (par exemple avec l'affaire Ioukos), et a regagné le contrôle des principales entreprises énergétiques du pays, notamment le principal producteur de gaz, Gazprom. Il détient par ailleurs la principale banque du pays, la Sberbank.
L’État russe reste marqué par un degré important d'interventionnisme, qui s'est sensiblement renforcé depuis le début des années 2000. L'économiste Jacques Sapir notait qu'"à l’échéance 2010, l’État russe pourrait contrôler directement ou indirectement entre 45 % et 50 % de l’industrie. On se situerait alors à un niveau proche de la France ou l’Italie, dans les années 1960 à 80. La proximité entre le « modèle étatique russe » actuel et celui de « l’État développeur » au Japon ou en Corée dans les années 1950 à 70 est aussi indubitable. Vladimir Poutine s’est ainsi fortement écarté du modèle néo-libéral qui domina de 1992 à 1998. Pour autant, il n’est nullement revenu vers le modèle soviétique".
Le développement économique serait pénalisé par une forte corruption, même si les indicateurs retenus semblent biaisés : la Russie serait ainsi située, dans les classements internationaux, au même rang que certains pays africains, malgré de nombreuses arrestations spectaculaires, notamment en 2006 ceux de plusieurs fonctionnaires haut placés de la Procurature générale corrompus, ou encore de hauts gradés du ministère des Situations extraordinaires (MTchS). L'importance de l'économie informelle et de la mafia témoignent aussi de la faiblesse relative de l'État en Russie. La corruption comptait pour près de 30 % du PIB russe en 2009.
Selon l’hebdomadaire russe Nezavisimoye Voyennoye Obozreniye, une part de plus en plus importante du budget fédéral russe n'a pas d'affectations publiques : entre 2003 et 2006, la part du budget classifié serait ainsi passée de 36,2 % à 44 %. Une grande partie de ces fonds étant destinés aux forces armées de la fédération de Russie.

## Pronostics de développement économique

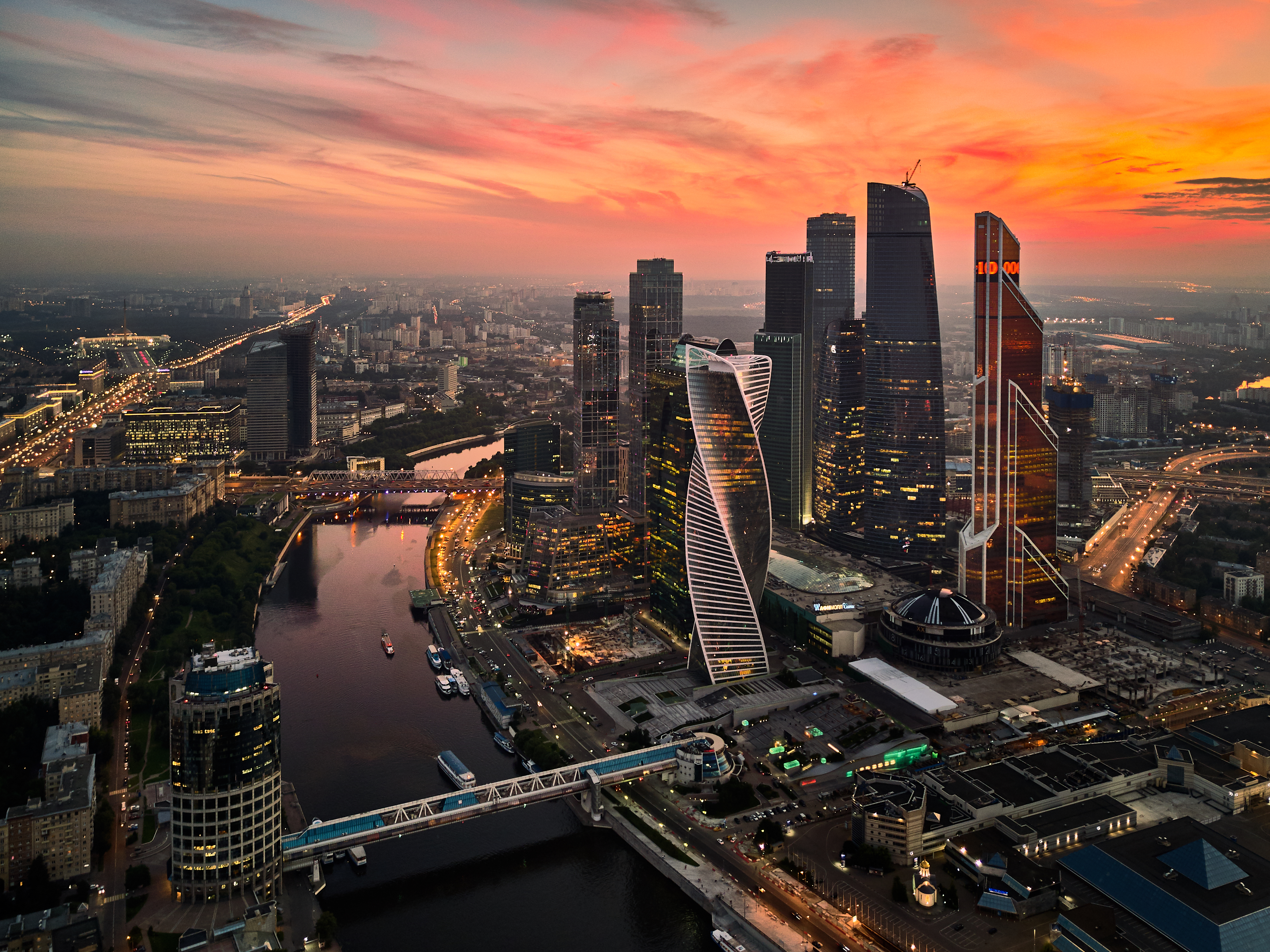
Les gratte-ciel de Moskva-City devraient être achevés en 2022.

Selon le pronostic du Fonds monétaire international publié en octobre 2019, la croissance du PIB russe en 2019 serait de 1,1 % et en 2020 de 1,9 % ; dans les années 2021 à 2024, le PIB croîtrait de 1,5 % par an. La part du PIB russe dans le PIB mondial devrait passer de 3,1 % en 2019 à 2,8 % d'ici 2024, au-dessous du minimum historique (3 %) de 1999.
Selon le pronostic du FMI publié en avril de la même année, le PIB nominal passerait de 1 600 milliards de dollars en 2017 à 1 900 milliards en 2024, le PIB à parité de pouvoir d'achat de 4 000 milliards à 5 200 milliards. L'inflation en 2019 serait de 5 % et diminuerait ensuite jusqu'à atteindre 4 % d'ici 2023.
Il existe un point de vue selon lequel l'économie russe subirait une stagnation.
Ainsi, l'hebdomadaire britannique The Economist écrivait en 2008 que l'industrie pétrolière russe rencontrait des problèmes. En outre, dans les années 2000 la Russie a été emportée par un flux de pétrodollars, lui donnant davantage d'influence sur la scène internationale et masquant ses problèmes économiques.
En 2012, le magazine The Economist présentait des observations, selon lesquelles l'économie russe aurait besoin de « rééquilibrage en faveur de nouvelles entreprises, de PME, de services et du secteur manufacturier », mais « la corruption, la faible sécurité des droits de propriété, le système fiscal, les formalités bureaucratiques et l'absence d'État de droit rendent un tel développement quasiment impossible ».
En 2013, The Economist écrivait à propos d'un ralentissement brutal de la croissance du PIB et d'une absence quasi-intégrale de croissance d'investissements directs et de production industrielle. Le magazine l'expliquait par le fait qu'une partie significative des revenus d'exportation d'hydrocarbures était transférée vers des projets, pour la plupart « inefficients », des entreprises publiques. Le magazine notait également qu'au début des années 2000, la réserve des puissances inutilisées de la période soviétique était quasiment épuisée, mais l'on n'observait pas pour autant une augmentation des investissements dans le secteur industriel. Le magazine explique l'insuffisance des investissements par l'absence de garanties des droits de propriété des investisseurs privés.
Selon un article du Financial Times publié en 2013, le rythme de croissance de l'économie russe serait plus lent que la croissance économique moyenne mondiale entre 2014 et 2030. Le journal cite les analystes qui considèrent que la cause du ralentissement de la croissance est « l'incapacité de Moscou à améliorer le climat d'investissement et à donner davantage de liberté au secteur privé ».
La BBC, en se référant à ses experts, considère l'avenir de l'économie russe comme brumeux. Ainsi, selon le financier William O'Neil, l'économie russe serait « trop dépendante du pétrole et du gaz, frappée par la corruption, et il n'existe pas de base législative qui mérite confiance pour diriger une entreprise ». L'économiste Yakov Mirkine considère que le modèle d'économie russe est « épuisé », et dans le domaine du microfinancement une bulle s'est formée, qui va éclater nécessairement avec des scandales énormes.
Selon Valery Solovey, historien russe, analyste politique, publiciste et personnalité publique, les élites étatiques qui gouvernent le pays ne conduisent pas les réformes de marché nécessaires à la modernisation de l'économie nationale, afin de pouvoir continuer à « se nourrir » grâce à un modèle d'économie actuel propre qui leur est lucratif et de contenir la croissance d'une classe moyenne économiquement autonome. »
Selon Elvira Nabiullina, présidente de la Banque centrale de Russie, « le rythme de croissance économique est très lent, les entreprises ne voient pas encore de perspectives, les revenus de la population n'augmentent quasiment pas et les citoyens ressentent peu le fait que la stabilité réalisée leur ait donné une meilleure qualité de vie ».